# Nowy cmentarz żydowski w Koninie
Nowy cmentarz żydowski w Koninie – znajdował się przy ul. Nadrzecznej. Został założony w 1831 roku, jednak pierwszych pochówków dokonano już w latach 1806–1808. Z czasem wybudowano na nim kostnicę i mieszkanie grabarza. Ostatni znany pochówek odbył się w 1939 roku.
Podczas II wojny światowej Niemcy doszczętnie zdewastowali cmentarz, używając nagrobków do utwardzania dróg. Licznych nagrobków użyto do budowy ulicy Buczka. 10 listopada 1939 roku Niemcy rozstrzelali na terenie byłego cmentarza co najmniej 56 Polaków. Przed wojną powierzchnia cmentarza liczyła 1,5 ha. Nie zachował się żaden nagrobek, jedynie pojedyncze macewy.

## Upamiętnienie
Na terenie byłego cmentarza żydowskiego w Koninie znajduje się głaz z tablicą pamiątkową, informującą o funeralnej przeszłości tego miejsca.